# Hampea sphaerocarpa
Hampea sphaerocarpa là một loài thực vật có hoa thuộc họ Malvaceae.
Loài này có ở Guatemala và Honduras.
Chúng hiện đang bị đe dọa vì mất môi trường sống.